# Leo Frobenius
Leo Frobenius (29. června 1873 Berlín – 9. srpen 1938) byl německý antropolog a archeolog. Mnoho cestoval po Africe a jeho díla se taktéž zabývají africkou společností. Byl profesorem na frankfurtské univerzitě.